# 로레타 유
로레타 유(Loretta Yu, 1982년 12월 22일 ~ )는 캐나다의 배우이다.

## 어린 시절
유는 퀘벡주 몬트리올에서 태어나 노바스코샤주에서 자랐으며 가족이 운영하는 레스토랑에서 일했다. 유는 아카디아 대학교에서 연극 학사 학위를 받았다.

## 영화
- 에너미 (2013년) - 접수담당자 역
- 파러웨이 (2011년)

## 텔레비전
- 데그라시: 더 넥스트 제너레이션
- 항공사고수사대
- 리스너 (드라마)